# L'Anse-Saint-Jean
Pour les articles homonymes, voir Anse et Saint-Jean.

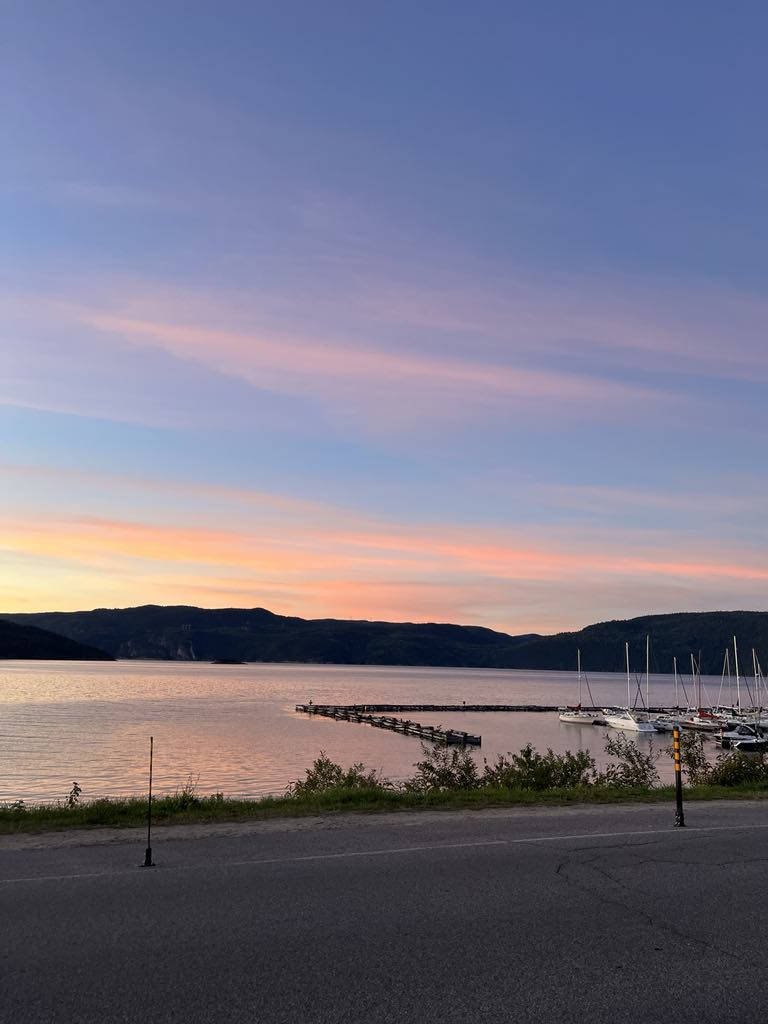
Marina de l'Anse-Saint-Jean.

L'Anse-Saint-Jean est une municipalité de village du Québec au Canada. Elle est située dans la municipalité régionale de comté du Fjord-du-Saguenay dans la région administrative du Saguenay–Lac-Saint-Jean. Elle a une population de plus de 1 200 habitants. La municipalité est membre de la Fédération des Villages-relais du Québec et de l'Association des plus beaux villages du Québec.

## Histoire
Le 1er janvier 1859, la municipalité de canton de Saint-Jean est constituée à partir d'un territoire non organisé. En 1981, celle-ci change de nom et de statut pour devenir la municipalité de L'Anse-Saint-Jean.
Le 21 janvier 1997, L'Anse-Saint-Jean a déployé une innovation juridique dans un but surtout touristique en élisant le roi Denys Ier de l'Anse par référendum, se déclarant de fait la première monarchie municipale d'Amérique et devenant ainsi une micronation. Le projet se termine le 14 janvier 2000 par l'abdication du roi.
En 2024, deux institutions du village sont victimes d'incendies majeurs, soit le Café du Quaiet le chalet de ski du Mont-Édouard . Les locaux de la boutique Rebelles des bois ont été rasés par brasier, puisque le commerce partageait le même bâtiment que le café. 
La même année, la seule résidence pour aînés du secteur est menacée de fermer ses portes. L'avis de fermeture de la résidence Les aînés de l'Anse est finalement annulé après avoir trouvé la main d'oeuvre nécessaire. 

## Géographie
Le village est situé dans une vallée enclavée au cœur du fjord du Saguenay.
La rivière Saint-Jean traverse l'ouest de la municipalité vers le nord-est jusqu'à sa  confluence avec la rivière Saguenay.
À partir du lac à la Catin, dans le sud-ouest, la rivière à la Catin traverse le sud-ouest.
À partir du lac à Noël, dans le sud-est, la rivière du Portage coule vers le nord-est.

## Démographie
| 1996  | 2001  | 2006  | 2011  | 2016  | 2021  |
| ----- | ----- | ----- | ----- | ----- | ----- |
| 1 250 | 1 155 | 1 088 | 1 208 | 1 201 | 1 301 |

## Administration
Les élections municipales se font en bloc pour le maire et les six conseillers.
| L'Anse-Saint-Jean Maires depuis 2001                                                                                 |                    |         |          |
| Élection | Maire              | Qualité | Résultat |
| 2001 | Rita B. Gaudreault |         | Voir     |
| 2005 | Claude Boucher     |         | Voir     |
| 2009 | Claude Boucher     | Voir    |          |
| 2013 | Lucien Martel      |         | Voir     |
| 2017 | Lucien Martel      | Voir    |          |
| 2021 | Richard Perron     |         | Voir     |
| Élection partielle en italique Depuis 2005, les élections sont simultanées dans toutes les municipalités québécoises |                    |         |          |

## Tourisme
L'Anse-Saint-Jean fait partie de l'Association des plus beaux villages du Québec et de la Fédération des Villages-relais du Québec. Il est possible d'y pratiquer plusieurs activités estivales et hivernales telles que le ski alpin au mont Édouard, la randonnée pédestre, la randonnées en raquettes, l'équitation, la randonnée en traîneau à chien et la croisière. Il est également possible d'y pratiquer la pêche blanche. Aussi, le festival du four à pain, qui met en place un circuit pour découvrir les fours à pain du village, est organisé à la fin de l'été. En 2020, on comptait 45 fours à pain répartis un peu partout à l'Anse-Saint-Jean.

## Patrimoine
L'Anse-Saint-Jean possède deux monuments notables : un pont couvert et une église. Le pont couvert de L'Anse-Saint-Jean était reproduit au verso des billets de 1 000 $ du Canada de 1954 à 1992 (les billets de 1 000 $ ne sont plus en circulation au Canada).

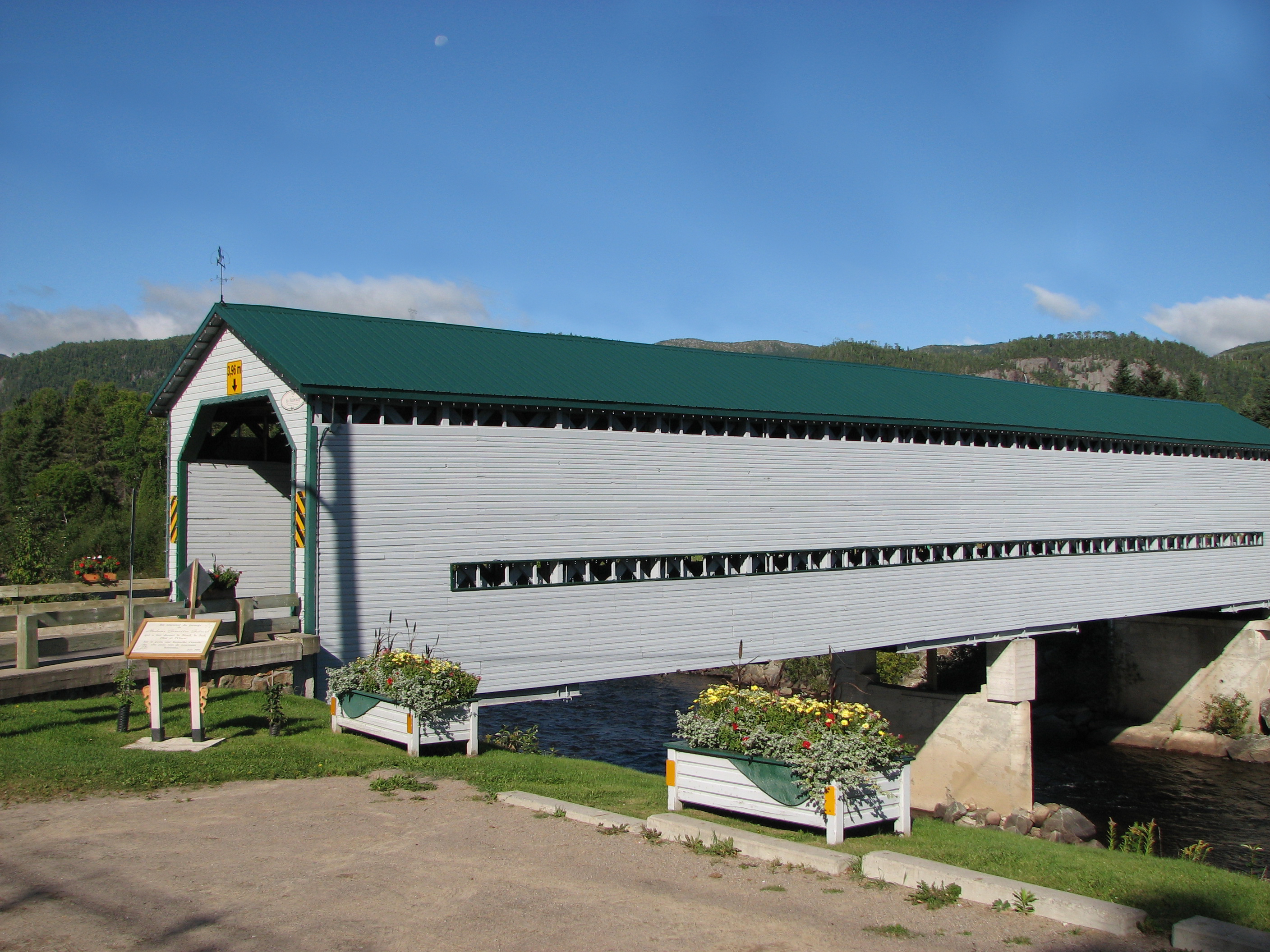
Pont du Faubourg.
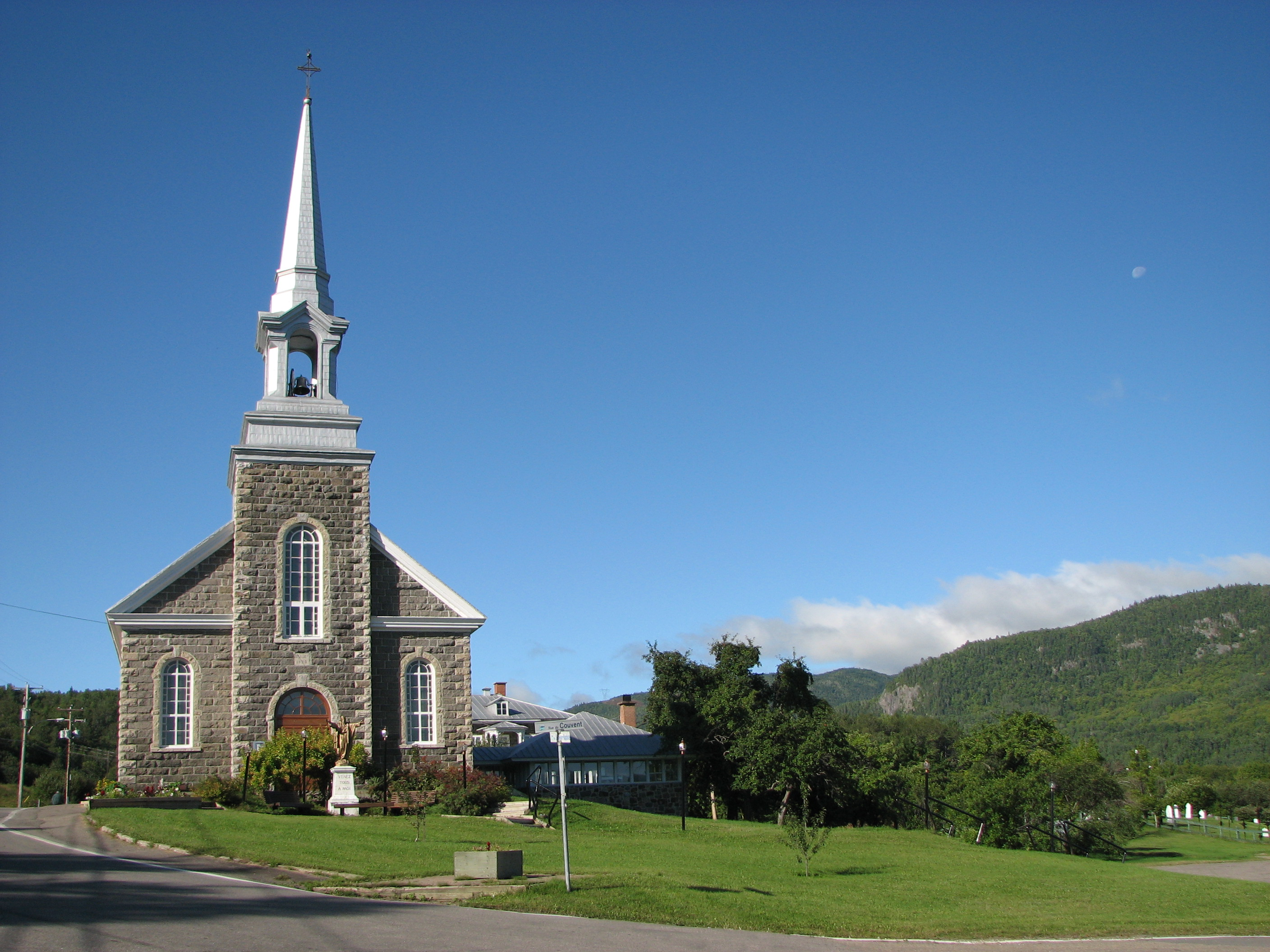
Église de L'Anse-Saint-Jean.

## Jumelage
- Florac (France) depuis 1984